# Jan Dobruský
Jan Dobruský (28. srpna 1853 Skuteč – 31. května 1907 Královské Vinohrady) byl český šachový skladatel, nejvýznamnější ze zakladatelů české školy úlohové, autor asi 250 skladeb.
Jan Dobruský byl vůdčí osobností českého šachového života. V letech 1874 až 1879 řídil šachovou rubriku ve Světozoru a v letech 1874 až 1884 šachovou rubriku v Humoristických listech. Roku 1906 se stal jedním z prvních redaktorů Časopisu českých šachistů. Mimoto byl Dobruský i silným praktickým hráčem (1. místo v turnaji Českého spolku šachovního v letech 1884–1885). Je spoluautorem knihy České úlohy šachové (1887). Sbírka jeho skladeb vyšla roku 1907. Byl po něm pojmenován jeden z prvních českých šachových klubů, Šachovní klub Dobruský, založený 8. prosince roku 1902.